# 729-й истребительный авиационный полк ПВО
729-й истребительный авиационный полк ПВО (729-й иап ПВО) — воинская часть авиации ПВО, принимавшая участие в боевых действиях Великой Отечественной войны.

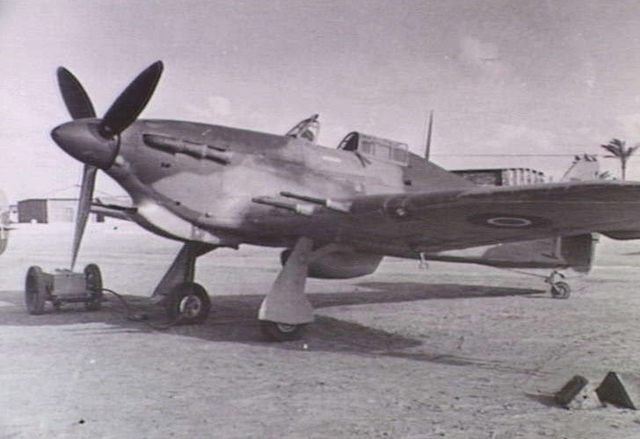
Самолёт Hawker Hurricane («Харрикейн») стал основным самолётом полка с момента формирования

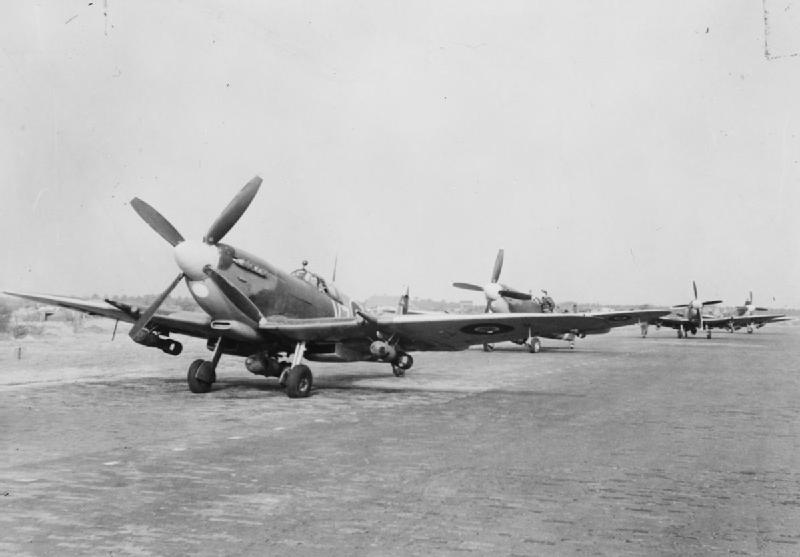
Самолёт Supermarine Spitfire («Спитфайр»-IX) пришел на смену Харрикейнам в 1945 году

## Наименования полка
За весь период своего существования полк не менял своё наименование:
- 729-й истребительный авиационный полк ПВО[1];
- 729-й истребительный авиационный полк;
- Войсковая часть (Полевая почта) 06801[1].

## История и боевой путь полка
729-й истребительный авиационный полк сформирован в период с декабря 1941 года по январь 1942 года Командующим ВВС Архангельского военного округа на аэродроме Бакарица на основе личного состава 604-го иап, 14-го и 6-го запасных истребительных авиаполков по штату 015/174 на английских истребителях Hawker Hurricane («Харрикейн»).
С 9 февраля 1942 года полк приступил к боевой работе в составе 104-й истребительной авиадивизии ПВО Архангельского района ПВО на самолётах Hawker Hurricane («Харрикейн»). 19 апреля полк переформирован по штату 015/134. Основной задачей полка являлась охрана воздушных рубежей на Севере страны, в районе Белого моря, ПВО Архангельска, северных портов.
Первая (и единственная) известная воздушная победа полка в Отечественной войне одержана 28 августа 1942 года: младший лейтенант Матвиенко А. Н. в воздушном бою над Белым морем сбил немецкий бомбардировщик Junkers Ju 88. С 29 июня 1943 года полк вместе со 104-й истребительной авиадивизией ПВО Архангельского района ПВО вошел в состав войск вновь образованного Западного фронта ПВО. 31 декабря 1943 года полк исключен из действующей армии. С 28 февраля 1944 года возвращен в действующую армию, возобновил боевую работу в составе 104-й истребительной авиадивизии ПВО.
В апреле 1944 года в связи с реорганизацией войск ПВО страны в составе 104-й истребительной авиадивизии ПВО включен в 78-ю дивизию ПВО Северного фронта ПВО, образованного 29 марта 1944 года на базе Восточного и Западного фронтов ПВО. 15 апреля 1944 года исключен из действующей армии. В 1945 году перевооружен на английские истребители на английские истребители Supermarine Spitfire («Спитфайр»-IX).
Всего в составе действующей армии полк находился: с 9 февраля 1942 года по 31 декабря 1942 года и с 28 февраля 1944 года по 15 апреля 1944 года.
Всего за годы войны полком:
- Сбито самолётов противника — 1 (бомбардировщик)

### Послевоенная история полка
После войны полк входил в состав 104-й истребительной авиадивизии ПВО 1-й воздушной истребительной армии ПВО Центрального фронта ПВО, с января 1946 года — 19-й воздушной истребительной армии ПВО. 6 июня 1946 года полк начал расформирование согласно директиве ГШ ВС СССР № орг/3/246964 от
01.10.1946 23.05.1946 г. и директиве 19-й ВИА ПВО № 00915 от 03.06.1946 г. Но 9 октября 1946 года расформирование полка отменено директивой ГШ ВС СССР № 5/10940 от 09.10.1946 г., Боевое Знамя части возвращено (на тот момент в полку оставалось 9 офицеров, 72 солдата и сержанта, 15 самолётов «Спитфайр»-IX и 1 «Спитфайр»-IXу. Полк продолжал выполнять задачи ПВО в составе 104-й истребительной авиадивизии ПВО до её расформирования в 1948 году. Полк вошел в подчинение 22-й воздушной истребительной армии ПВО. В 1958 году полк расформирован в 22-й воздушной истребительной армии ПВО.

## Командир полка
- капитан Санфиров Константин Иванович, 12.1941 — 07.1942
- майор Борисов Александр Гаврилович, 07.1942 — 10.1942
- майор Семенов Степан Иванович, 10.1942 — 04.1943
- майор, подполковник Токарев Иван Николаевич, 04.1943 — 11.1945

## Отличившиеся воины
- Пишкан Иван Аникеевич, летчик полка (май — июнь 1942 г.), Указом Президиума Верховного Совета СССР от 1 ноября 1943 года за образцовое выполнение боевых заданий командования на фронте борьбы с немецко-фашистским захватчиками и проявленные при этом мужество и героизм присвоено звание Героя Советского Союза с вручением ордена Ленина и медали «Золотая Звезда» (№ 1279).
- Твеленев Михаил Степанович, летчик полка (апрель — июль 1942 г.), Указом Президиума Верховного Совета СССР от 23 февраля 1945 года удостоен звания Героя Советского Союза с вручением ордена Ленина и медали «Золотая Звезда» (№ 4692).
- Корольков Сергей Иванович, летчик полка (май — июль 1942 г.), Указом Президента Российской Федерации № 2259 от 31 декабря 1994 года за мужество и героизм, проявленные в борьбе с немецко-фашистскими захватчиками в Великой Отечественной войне 1941—1945 годов, присвоено звание Героя Российской Федерации (посмертно).
- Стельмах Евгений Михайлович, лётчик, старший лётчик (ноябрь  1943 – сентябрь 1944 г.), участник Корейской войны, Указом Президиума Верховного Совета СССР от 10 октября 1951 года за мужество и героизм, проявленные при выполнении воинского долга присвоено звание Героя Советского Союза (посмертно).